# Girls Aloud
Girls Aloud (транскр.  Грлс алауд) била је енглеско-ирска женска музичка група, формирана посредством ријалити-шоуа Popstars: The Rivals. Састав су чиниле Шерил Твиди, Никола Робертс, Надин Којл, Кимберли Волш и Сара Хардинг.

## Историја

### 2002: Почетак каријере и оснивање групе
Група је основана 30. новембра 2002. године у ТВ емисији Popstars: The Rivals, емитованој на ITV мрежи. Програм је био конципиран тако да се учесници, десет момака и десет девојака, кроз наступе боре да обезбеде место у бој-бенду односно девојачкој групи, након чега би се два новоформирана музичка састава међусобно такмичила у походу на божићни број један сингл, то јест, прво место на Ју-Кеј синглс чарт листи у недељи када се по грегоријанском календару празнује Божић.
Будући да су у оном времену момачки бендови уживали далеко већу популарност од женских поп група, предност се у почетку превасходно давала мушком саставу, окупљеном под именом Ван тру војс (енгл. One True Voice). Међутим, победу у музичком дуелу су на крају ипак однеле девојке из Girls Aloud, чија песма „Sound of the Underground” не само да је доспео до врха топ-листе већ се на њему и задржала четири недеље заредом; с друге стране, сингл супарничке групе, „Sacred Trust / After You're Gone”, нашао се на позицији број два. Сем што је изазвала опште одушевљење публике, песма „Sound of the Underground” наишла је и на позитивне реакције критичара, а у марту наредне године добила је и платинасту сертификацију.

### 2002—2005:Sound of the UndergroundиWhat Will the Neighbours Say?
Након успеха који је доживела са синглом „Sound of the Underground”, група ће следећих неколико месеци посветити снимању свог првог студијског албума, истоветног назива. Албум Sound of the Underground издат је у мају 2003. године; дебитовао је на другом месту топ-листе албума у Уједињеном Краљевству, а крајем новембра исте године стекао је и платинасту сертификацију. Други сингл, „No Good Advice”, такође је изашао у мају месецу и заузео друго место на топ-листи. У августу исте године је као сингл издата и песма „Life Got Cold”, која се котирала на трећем месту. Свој четврти сингл Girls Aloud објављују у новембру; у питању је обрада чувеног хита „Jump (For My Love)” америчке групе Појнтер систерс (енгл. The Pointer Sisters), која петочланом саставу још једном доноси друго место на топ-листи синглова. Песма „Jump” нашла се у склопу британске верзије саундтрека за филм У ствари љубав, као и на реиздању албума Sound of the Underground.
После краће паузе, група крајем јуна 2004. избацује песму „The Show”, први од укупно четири сингла са свог другог албума, What Will the Neighbours Say?. Песма се позиционирала на другом месту топ-листе, а идентичан успех оствариће и групин наредни сингл, „Love Machine”, издат у септембру 2004. године. Састав затим снима кавер верзију песме „I'll Stand by You” групе Притендерс (енгл. The Pretenders), која ће бити објављена као добротворни сингл у оквиру Би-Би-Сијеве кампање „Чилдрен ин нид” (енгл. Children in Need) из 2004. године. Мада су коментари критичара на рачун песме били изразито негативни, Girls Aloud су управо захваљујући овој обради успеле да се по други пут у каријери котирају на сам врх топ-листе синглова Уједињеног Краљевства, где ће провести две узастопне недеље.
Албум What Will the Neighbours Say? званично излази 29. новембра 2004. године и дебитује на шестом месту Ју-Кеј албумс чарт листе, да би недуго затим био награђен и платинастом сертификацијом. Последњи сингл са албума, „Wake Me Up”, издат је у фебруару 2005. године; заузео је четврту позицију на топ-листи, те тако постао први сингл групе који није успео да се пласира у топ три на Ју-Кеј синглс чарт листи. Поред наведених, у листу песама укључен је и претходно објављен сингл „Jump”. Састав ће почетком 2005. бити номинован за награду Брит у категорији „Најбољи поп извођач”, а у периоду између 4. маја и 2. јуна одржаће и своју прву турнеју — „What Will the Neighbours Say...? Tour”.

### 2005—2007:ChemistryиThe Sound of Girls Aloud
Након завршене прве турнеје, група започиње рад на свом трећем студијском албуму, Chemistry, који ће достићи једанаесто место на Ју-Кеј албумс чарт листи и потом добити платинасту сертификацију. Први сингл са албума, „Long Hot Summer”, издат је у августу 2005. године. Песма се нашла на седмом месту топ-листе, чиме је састав прекинуо свој низ од осам узастопних топ пет синглова. За други сингл изабрана је песма „Biology”, која излази у новембру исте године. Осим што је заузела четврто место на топ-листи, ова нумера добила је и бројне похвале од стране музичких критичара. У намери да се прикључи трци за божићни број један, група већ следећег месеца објављује сингл „See the Day”, обраду истоимене песме британске певачице Ди Си Ли (енгл. Dee C. Lee), који ће пак, праћен претежно негативним критикама, завршити тек на деветом месту топ-листе. Последњи сингл са албума, „Whole Lotta History” изашао је у марту 2006. и доспео на шесто место топ-листе. У мају исте године, Girls Aloud су започеле своју другу турнеју — „Chemistry: The Tour”.
Састав у октобру 2006. издаје свој први компилацијски албум, под називом The Sound of Girls Aloud: The Greatest Hits, који убрзо заузима прво место на топ-листи. Компилација се у Европи продала у више од милион примерака, због чега је 2008. године награђена платинастим признањем од стране Међународне федерације фонографске индустрије. Уз дванаест раније објављених, на албуму су се нашла и два нова сингла: „Something Kinda Ooooh” и обрада песме „I Think We're Alone Now”. Први сингл, „Something Kinda Ooooh”, досегао је место број три на званичној топ-листи у Уједињеном Краљевству, док је нумера „I Think We're Alone Now” успела да се домогне четврте позиције.
Поводом хуманитарне акције „Дан црвених носева” (енгл. Red Nose Day), група је 2007. заједно са саставом Шугабејбс снимила кавер верзију песме „Walk This Way” америчког рок бенда Аеросмит. Дует је изашао у марту месецу и дебитовао на врху топ-листе синглова. У мају исте године, Girls Aloud одлазе на „The Greatest Hits Tour”, своју трећу турнеју у каријери.

### 2007—2009:Tangled Up,Out of Controlи привремени разлаз
Састав у новембру 2007. објављује свој четврти студијски албум, Tangled Up, у оквиру кога су издата укупно три сингла: први сингл, „Sexy! No No No...”, дошао је до петог места; други сингл, „Call the Shots”, успео је да се пробије на трећу позицију; трећи сингл са албума, „Can't Speak French”, догураће до деветог места топ-листе. Истог месеца група је најавила и пратећу турнеју, „Tangled Up Tour”, коју ће 3. новембра наредне године започети концертом у Белфасту. У току 2007. године, Girls Aloud су, ван Tangled Up албума, такође снимиле и две песме за потребе филма Школа за младе даме (енгл. St Trinians); реч је о нумерама „Theme to St Trinian's” и „On My Way to Satisfaction”, које ће у децембру бити објављене у склопу пратећег саундтрек албума. Наредне године група ће добити своју другу номинацију за награду Брит, овог пута за најбољу британску групу.
У новембру 2008, Girls Aloud избацују свој пети и уједно последњи студијски албум, Out of Control, који дебитује на првом месту топ-листе. Албум ће крајем јануара 2009. године бити сертификован двоструким платинастим тиражом, те самим тим постати групин до данас најуспешнији студијски албум. Песма „The Promise”, водећи сингл са албума, заузела је прво место директно по уласку на топ-листу, а на 29. додели награда Брит, у оквиру које је изведена и уживо, изабрана је за најбољи британски сингл. Други сингл, „The Loving Kind”, издат у јануару 2009. године, успео је да се позиционира на десето место топ-листе. Априла 2009, објављен је и последњи сингл са албума — „Untouchable”. Будући да је завршила на 11. месту, песма је својим пласманом прекинула серију од чак 20 узастопних топ десет синглова. У периоду између 24. априла и 6. јуна група ће одржати своју пету турнеју, „Out of Control Tour”, након чега се привремено разилази како би се чланице усредсредиле на индивидуалне пројекте.

### 2012—2013:Tenи коначан разлаз
После трогодишње паузе, састав се поводом обележавања десетогодишњице музичке каријере поново окупља. Група у новембру 2012. објављује свој други компилацијски албум, Ten, са кога су издата и два нова сингла: „Something New” и „Beautiful 'Cause You Love Me”. Песма „Something New” објављена је као хуманитарни сингл истог месеца кад и албум, а заузела је другу позицију на Ју-Кеј синглс чарт листи. Сингл „Beautiful 'Cause You Love Me” изашао је у децембру 2012. године и рангирао се испод 40. места на топ-листи. Група у фебруару наредне године одлази на своју шесту по реду турнеју — „Ten: The Hits Tour”. Непосредно по завршетку последњег концерта, одржаног 20. марта 2013. године у граду Ливерпулу, састав је на свом званичном Твитер профилу објавио коначан разлаз.

### 2021: Смрт Саре Хардинг
Након петнаестомесечне борбе са раком дојке, чланица групе Сара Хардинг преминула је у недељу, 5. септембра 2021. године, у својој 39. години живота. Вест је путем друштвене мреже Инстаграм пренела њена мајка, Мари.

## Дискографија

### Студијски албуми
- Sound of the Underground (2003)
- What Will the Neighbours Say? (2004)
- Chemistry (2005)
- Tangled Up (2007)
- Out of Control (2008)

### Компилације
- The Sound of Girls Aloud: The Greatest Hits (2006)
- Ten (2012)

## Турнеје
- What Will the Neighbours Say...? Tour (2005)
- Chemistry Tour (2006)
- The Greatest Hits Tour (2007)
- Tangled Up Tour (2008)
- Out of Control Tour (2009)
- Ten: The Hits Tour (2013)